# Государственный музей искусств Аджарии
Государственный музей искусств Аджарии (груз. აჭარის ხელოვნების სახელმწიფო მუზეუმი) — музей искусств, расположенный в городе Батуми (улице З. Горгиладзе, 8), в республике Аджарии, в Грузии.
Площадь музея составляет 1716 м², площадь постоянной экспозиции — 423 м², площадь временных выставок — 383 м², запасники — 65 м².

## История
Музей был основан в 1998 году и разместился в здании, построенном в 1949 году в стиле сталинского ампира архитектором Кахой Джавахишвили и скульптором Тамарой Абакелия (до 1998 года в здании находился музей, рассказывающий об истории революции 1917 года).
В коллекцию музея входят картины, гравюры и скульптуры грузинских и зарубежных художников в том числе Нико Пиросмани, Давида Какабадзе, Ладо Гудиашвили, Елены Ахвледиани, Стефана Бакаловича, Русуданы Петвиашвили, А. Зоммера, Ираклия Очиаури Н. Игнатова, А. Занковского, Мераба Бердзенишвили, Зураба Нижарадзе, Анзора (Гоги) Чагелишвили, Гии Бугадзе и многих других.
Существует постоянная экспозиция грузинской скульптуры, керамики, гравюр и декоративных тканей, а также организуются временные выставки. В музее есть воскресная художественная студия для детей и библиотека.